# União das Freguesias de Massamá e Monte Abraão
Die União das Freguesias de Massamá e Monte Abraão ist eine portugiesische Gemeinde (Freguesia) im Kreis (Concelho) Sintra nordwestlich von Lissabon.
Die Gemeinde entstand im Zuge der Gebietsreform vom 29. September 2013 durch die Zusammenlegung der ehemaligen Gemeinden Massamá und Monte Abraão. Massamá wurde Sitz der neuen Verwaltung.
Mit einer Einwohnerzahl von 47.804 Einwohnern (Stand 19. April 2021) und einer Fläche von nur gut 3 km² entstand eine der am dichtesten besiedelten Gemeinden des Landes (15.492 Einw. pro km²).